# Kinnum
Kinnum (Fries: Kinum) is een gehucht op het waddeneiland Terschelling, provincie Friesland (Nederland), gelegen aan de Waddendijk ten zuiden van Baaiduinen en Kaard. Kinnum heeft 37 inwoners (1 januari 2019).
Kinnum is een van de oudste nederzettingen van Terschelling. De naam van het dorp komt al voor in een akte van de Frankische koning Karel de Eenvoudige uit het jaar 922. In die akte wordt het dorp geschreven als Kinnem.
Het bestaat uit een rij boerderijen, waarvan drie in bedrijf. De overigen zijn verbouwd tot appartementencomplex ten behoeve van de verhuur aan toeristen. Er was een drankengroothandel in Kinnum gevestigd, tegenwoordig atelier van Oerol.
Ten noordwesten van Kinnum liggen de terpresten van de oude nederzetting Stortum, die in 1825 tijdens een stormvloed verloren is gegaan.
Dorpen en buurtschappen: Baaiduinen · Dellewal · Formerum · Halfweg · Hee · Hoorn · Horp · Kaard · Kinnum · Landerum · Lies · Midsland · Midsland aan Zee · Midsland-Noord · Oosterend · Striep · West aan Zee · West-Terschelling

Friesland: Steden en dorpen      Nederland: Provincies · Gemeenten